# La Dernière Cène (Dalí)
Pour les articles homonymes, voir la Cène (homonymie).
La Dernière Cène ou Le Sacrement de la dernière cène est une huile sur toile peinte par  Salvador Dalí en 1955. C'est une interprétation moderne de la célèbre cène de Léonard de Vinci dont Dali reprit l'iconographie. 
C'est une œuvre notable de la période de mysticisme nucléaire de l'artiste à l'instar de Galatée aux sphères et elle est exposée à la galerie nationale d'art de Washington.

## Description
Le tableau fait de nombreuses relations avec le nombre 12 et avec la divine proportion. La salle où se trouvent Jésus et les apôtres est un dodécaèdre. Au fond, on note un paysage à l'aube bien que la  cène biblique ait eu lieu la nuit. C'est une scène qui, par ses rochers et la mer, rappelle un paysage de l'Empordà typique vers Cadaqués, cadre de nombreuses toiles de Dali
Le Christ est au centre et semble prêcher devant les apôtres, qui inclinent leurs têtes et prient. Les apôtres sont différents les uns des autres tant par leurs physiques que par leurs vêtements et semblent venir de contrées très différentes. Les treize personnages sont installés autour de la table de pierre sur laquelle se trouve un verre de vin et du pain. Curieusement, il n'y a aucune coupe ancienne, mais un verre d'apparence moderne contenant le vin. Le verre, le pain et le vin sont traités à la façon des natures mortes.
Le Christ n'est pas représenté de façon traditionnelle. Ses cheveux sont clairs et il n'a pas de barbe. Sa tunique laisse une épaule découverte. En observant avec attention, on note que Sa partie inférieure est transparente : on peut voir à travers Lui la barque dans le paysage.
L'ensemble est dominé par le torse nu du Christ, symbole du don à l'Homme de Sa chair. Il étend ses bras de la même façon que le Christ qui est représenté en bas, et s'évanouit peu à peu.
Au contraire d'autres représentations de la dernière cène, le geste du Christ n'est ni méditatif ni mélancolique, et reflète de la force et de la sérénité. De plus, on ne peut noter aucune des situations des apôtres par les évangiles (Par exemple, on ne peut pas savoir qui est Judas Iscariote puisque tous les apôtres sont penchés en avant et aucun ne parle avec son voisin, etc.)